# Sälka

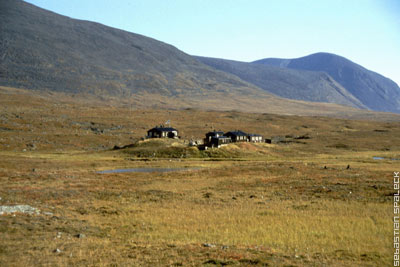
De Sälka hutten aan de Kungsleden

Sälka, Noord-Samisch: Sealgga, is een berghut in Zweden op ongeveer 10 km van de grens met Noorwegen. De hut ligt in de bergketen Sälka, dus met dezelfde naam, en ligt op een kruising van twee dalen, het Tjäktjavagge en het Stuor Räitavagge, in de  gemeente Kiruna en is in beheer van het Zweeds toeristenbureau. Het hoogste punt van het massief is 1875 meter hoog. De hut ligt op een kruising van drie wandelpaden waaronder de kungsleden en is niet bereikbaar per auto. Het is vanaf de hut tien kilometer lopen naar de berghut Nallo, twaalf over de kungsleden naar de berhut Tjäktja en er liggen op meer afstand nog meer hutten in de omgeving. Er is een sauna in de hut.
- Zweeds toeristenbureau. officiële website.